# Integrierter elektrischer Antrieb

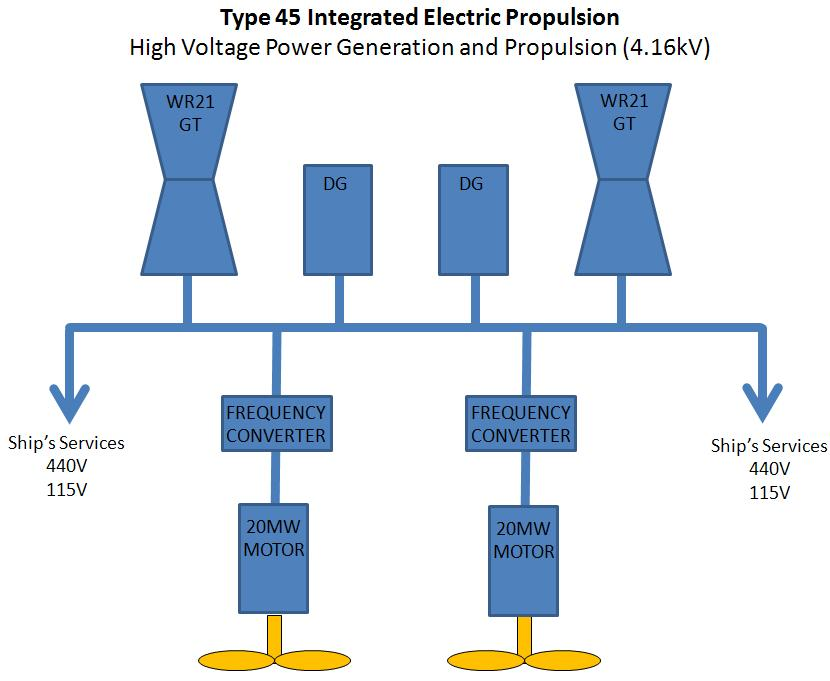
IEP-Antrieb der Daring-Klasse (Typ 45) der britischen Royal Navy

Ein integrierter elektrischer Antrieb (englisch integrated electric propulsion (IEP) oder integrated full electric propulsion (IFEP)) ist ein Schiffsantriebsystem, bei dem Schiffsdieselmotoren und/oder Gasturbinen nur Strom für die Fahrmotoren erzeugen und keine mechanische Verbindung mit den Propellerwellen besitzen. Diese Antriebsanlage wird z. B. bei vielen Kreuzfahrtschiffen und den Lenkwaffenzerstörern der Daring-Klasse (Typ 45) der britischen Royal Navy verwendet.